# Prospect (Album)
Prospect ist ein Jazzalbum der Formation Roofer um den Bassisten Luca Sisera, das im Oktober 2014 in den Hardstudios in Winterthur aufgenommen, in Zusammenarbeit mit dem Schweizer Radio SRF 2 Kultur produziert und im Oktober 2015 bei Leo Records veröffentlicht wurde.

## Musik des Albums
In einem Interview (2016) äußerte sich Sisera zur Rolle in seiner Band: „Ich sehe mich schon als Rhythmiker am Bass. Du kannst rhythmisch starke Akzente setzen und dich dabei auch harmonisch am Geschehen beteiligen. Die (harmonische) Macht des Basstones ist unglaublich. […] Du hast extrem Macht am Bass. Mit wenigen Änderungen – ich nehme mal diesen anstatt diesen Ton – kannst du eine ganz andere Wirkung erzielen, einen ganz anderen harmonischen Mood vermitteln. Das kann nur der Bass! (Lachen) Ich stehe aber schon sehr auf Rhythmus, wie man das auf unserem Album Prospect hören kann. Da zählen Polyrhythmik und Polymetrik klar zu den Hauptakteuren. In diesem Kontext agiere ich natürlich sehr rhythmisch, versuche aber das Harmonische und Melodische ebenfalls mitzunehmen.“

## Titelliste
- Luca Sisera Roofer: Prospect (Leo Records – CD LR 737)
  1. Roofer – 2:07
  2. Backyard Cowboys – 4:04
  3. Warship Requiem – 4:08
  4. Underhill Stream – 4:59
  5. Fat Snap – 12:26
  6. Drunk Octopus – 7:03
  7. Digger – 2:30
  8. Neptune’s Chant – 10:00
  9. Rockaway – 7:20
- Alle Kompositionen stammen von Luca Sisera.

## Rezeption
Nach Ansicht von Henning Bolte zeichnet sich die Musik des Albums Prospect durch eindrucksvolle Dynamik mittels schneller Wendungen aus; sie sei reich an origineller Spielfreude und habe den Dreh raus.
Glenn Astarita vergab dem Album in All About Jazz vier (von fünf) Sterne und lobte die akkurate Produktion in der Hinsicht, dass dieses Ensemble die Fähigkeit besitze, „anmutig konventionelle Läufe des Modern Jazz mit Avantgarde-Improvisationen“ zu verbinden. Auf diese Weise beinhalte Luca Siseras Band „Spielformen des Post-Bop, frei ausgeformte Klangflächen, verwickelte Unisono-Chorusse und brausende thematische Läufe, verbunden mit melodischen Intervallen und einigen Trubel“. Darüber hinaus verfüge jedes Stück über „einen ausgeprägten Handlungsablauf, was die unterhaltsamen Qualitäten dieser beflügelnden Studiosession unterstreicht“. Zu den Höhepunkten des Albums zählt Astarita das Stück Neptune’s Chant; es sei „eines dieser neun unterschiedlich fabrizierten Werke, die Siseras kreativen musikalischen Verstand herausstellen“. In der Tat sei es „ein Aufsehen erregendes Programm, das bei wiederholtem Hören nur besser wird.“

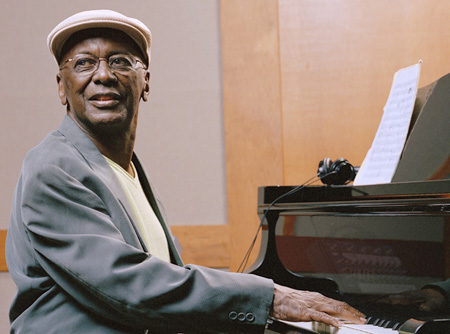
Andrew Hill

Dieter Ulrich fühlte sich beim Hören des Albums an die „großartigen Blue-Note-Platten Andrew Hills“ der 1960er Jahre erinnert; Ulrich erwähnt in diesem Zusammenhang den damaligen Beitrag des Bassisten Richard Davis, dessen Beitrag zur Emanzipation des Bass-Spiels immer noch unterbewertet sei. Der Bandname Roofer (deutsch: Dachdecker) drücke in dieser Hinsicht den kreativen Willen Siseras aus, „zu neuen Grenzen auf die höchsten Dächer zu steigen.“ Der Autor hebt hervor:

„Da herrscht ein Spiel mit Formen und Improvisationsprinzipien, das vielfältiger kaum sein könnte, sich dabei immer einen ganz unverkrampften, bisweilen sogar erfrischend ungeordneten Zugang bewahrt. Spätestens beim Wiederhören wird uns ausserdem bewusst, dass da ein Bassist klug darüber nachdenkt, wie seine Rolle so vielfältig wie möglich formulierbar wäre, ohne sich gleichzeitig unnötig in Szene zu setzen zu müssen.“

Bruce Lee Gallanter (Downtown Music Gallery) nahm das Album in die Liste empfehlenswerter Alben des Jahres 2016 auf.